# برومدغ (تشيشير)
برومدغ (بالإنجليزية: Broomedge)‏ هي قرية تقع في المملكة المتحدة في شمال غرب إنجلترا.